# José de Cascante
José Cascante, José de Cascante o Joseph Cascante (1618 o 1625 - 1702) fue un compositor barroco colombiano. Se considera que representa el esplendor de la música barroca en Bogotá, asimismo, es considerado como el primer músico colombiano y el padre de la música en Colombia
El lugar y la fecha exactas de su nacimiento son desconocidos, pero se cree que nació en Santafé de Bogotá, donde pasó toda su vida, en la primera mitad del siglo XVII. Fue maestro de capilla de la catedral de Bogotá desde 1650 hasta su muerte en noviembre o diciembre de 1702. Le sucede en el puesto Juan de Herrera.
Cascante fue el encargado de ordenar y de supervisar la construcción del órgano grande de la catedral. Más adelante se comprarían otros dos órganos para la catedral. El 5 de octubre de 1702 Cascante aprueba a Francisco de Berganso como instrumentalista, fue su última actuación oficial.

## Otros aspectos desconocidos de su vida
Existe una fecha de nacimiento más temprana, alrededor de 1618, teniendo en cuenta que otros documentos que señalaban que un José Cascante estaba activo musicalmente en Santa Fe de Bogotá. Los documentos, desconocidos hasta ahora, revelan en efecto la existencia de dos personas con el mismo nombre, padre e hijo. El primero de estos documentos, fechado el 15 de octubre de 1674, es el testamento de José de Cascante padre, hecho en Santa Fe de Bogotá y en el cual declara ser natural de Murcia (España), hijo de Juan Martínez y Jerónima Cascante, ambos difuntos. Al otorgar el documento, estaba enfermo y no pudo firmar. Indica además que era viudo de Mariana de los Reyes, quien había también otorgado su testamento ante el mismo notario el 18 de agosto del año anterior y había muerto en el entretanto. Mariana de los Reyes era hija de Melchor de los Reyes y de Isabel Méndez Guillen y no indica su lugar de nacimiento. Es posible que fuera oriunda de La Palma o Mariquita, aunque también es probable que hubiese nacido y se hubiera casado en España antes del viaje con su esposo a América. Don José de Cascante, tuvo dos hijos, Juan y Joseph, enumerados por ella en ese orden, probablemente el de su nacimiento. Declara además que todavía soltera tuvo una hija, de un padre soltero, llamada Gertrudis de los Reyes, a quien reconoce como su heredera en terceras partes con sus hijos legítimos.
José de Cascante padre en septiembre de 1648 es Cappelmaister o Maestro de Capilla por haber compuesto música para las exequias de Andrés Zapiaín, Caballero de la Orden de Santiago y Alguacil Mayor de la Real Audiencia de Santa Fe de Bogotá. Sus últimos trabajos fueron en marzo de 1673 para las exequias de doña María Pineda.
En cuanto a Joseph Cascante Hijo, fue bachiller sacerdote con demasiadas deudas pues para cumplir con su deber como católico debió empeñar 600 patacones (600 000 000 cop) en las cofradías.

## Obra
Se conservan sólo 20 obras del compositor, 12 de las cuales se encuentran en el archivo de la catedral de Bogotá. Estilísticamente, la obra se divide en dos partes, una religiosa más culta y una religiosa popular. La obra religiosa culta o litúrgica se enmarca en dentro de las corrientes barrocas de la época, pero no tanto en el barroco musical americano, más rico. En su vertiente más popular, Cascante compuso villancicos y salves donde mezcla las raíces musicales españolas de estas composiciones con el sentimiento popular, creando las semillas que serán recogidas por indios e inmigrantes para crear de la música popular colombiana: bambuco, torbellino, guabina, pasillo, danza, contradanza, etc.

## Algunas títulos de sus obras
- A de los cielos y tierra
- Armarte quiere el demonio
- A ver el Rey ha salido
- Ay, lástima de amor. El sol murió
- Villancico a santa Bárbara
- No sé si Topo, villlancico a Nuestra Señora del Topo